# Valeria Trucco
Valeria Trucco (Torino, 1º novembre 1999) è una cestista italiana.

## Biografia
È la figlia dell'ex cestista Sandra Palombarini e del marito, Enrico Trucco, a sua volta giocatore di basket di buon livello.

## Statistiche

### Cronologia presenze e punti in nazionale
| Cronologia completa delle presenze e dei punti in Nazionale - Italia | Cronologia completa delle presenze e dei punti in Nazionale - Italia | Cronologia completa delle presenze e dei punti in Nazionale - Italia | Cronologia completa delle presenze e dei punti in Nazionale - Italia | Cronologia completa delle presenze e dei punti in Nazionale - Italia | Cronologia completa delle presenze e dei punti in Nazionale - Italia | Cronologia completa delle presenze e dei punti in Nazionale - Italia | Cronologia completa delle presenze e dei punti in Nazionale - Italia |
| Data                                                                 | Città                                                                | In casa                                                              | Risultato                                                            | Ospiti                                                               | Competizione                                                         | Punti                                                                | Note                                                                 |
| -------------------------------------------------------------------- | -------------------------------------------------------------------- | -------------------------------------------------------------------- | -------------------------------------------------------------------- | -------------------------------------------------------------------- | -------------------------------------------------------------------- | -------------------------------------------------------------------- | -------------------------------------------------------------------- |
| 2-6-2021                                                             | Mulhouse                                                             | Francia                                                              | 70 - 57                                                              | Italia                                                               | Amichevole                                                           | 0                                                                    | [ 2 ]                                                                |
| 11-11-2021                                                           | Piešťany                                                             | Slovacchia                                                           | 66 - 69                                                              | Italia                                                               | Qual. Euro 2023 - Girone H                                           | 3                                                                    | [ 3 ]                                                                |
| 14-11-2021                                                           | Faenza                                                               | Italia                                                               | 82 - 48                                                              | Lussemburgo                                                          | Qual. Euro 2023 - Girone H                                           | 4                                                                    | [ 4 ]                                                                |
| 1-6-2022                                                             | Melilla                                                              | Spagna                                                               | 60 - 49                                                              | Italia                                                               | Amichevole                                                           | 5                                                                    | [ 5 ]                                                                |
| 2-6-2022                                                             | Melilla                                                              | Belgio                                                               | 60 - 77                                                              | Italia                                                               | Amichevole                                                           | 0                                                                    | [ 6 ]                                                                |
| 19-6-2022                                                            | Cividale del Friuli                                                  | Italia                                                               | 46 - 54                                                              | Spagna                                                               | Amichevole                                                           | 0                                                                    | [ 7 ]                                                                |
| Totale                                                               |                                                                      | Presenze                                                             | 6                                                                    |                                                                      | Punti                                                                | 12                                                                   |                                                                      |